# Calvelhe
Calvelhe ist ein Ort und eine ehemalige Gemeinde (Freguesia) im portugiesischen Kreis Bragança. Die Gemeinde hatte 97 Einwohner (Stand 30. Juni 2011).
Am 29. September 2013 wurden die Gemeinden Calvelhe, Paradinha Nova und Izeda zur neuen Gemeinde União das Freguesias de Izeda, Calvelhe e Paradinha Nova zusammengeschlossen.